# سند الشحن
سند الشحن مستند يثبت انعقاد عقد النقل البحري للبضائع كما يثبت  تلقي الناقل البضائع و شحنه لها، ويتعهد بموجبه الناقل بتسليم البضاعة مقابل استرداد الوثيقة و ينشا هذا التعهد عن وجود نص في الوثيقة يقضي بتسليم البضائع لأمر شخص مسمى أو تحت الإذن أو لأمر.

## وظيفة
1. إثبات على أن البضاعة المتفق عليها تم  شحنها على متن السفينة وهو ما  يثبت خروج البضاعة من يد البائع (الشاحن) إلى يد الناقل وهو ما يثبته توقيع الربان أو الناقل أو وكيله على ظهرا وثيقة الشحن  إقرارا منه باستلامه البضاعة ووضعها علي ظهر الباخرة، وهو ما يجعل المشتري متأكدا من تنفيذ البائع لالتزامه.
2. الوثيقة التي تثبت ملكية البضاعة.
3. أداة لإثبات الشحن على السفينة، و عقد النقل فهو إثبات على مواصفات البضاعة و الظروف التي تم فيها شحن البضاعة.

```
نظرا لأهميته فان البنك يكون ملزما بمراقبة هذا السند بعناية بالغة حفاظا على كل من مصلحة العميل المشتري و تأمينا لحقوقه في مواجهته. 
```

## محتويات الوثيقة
- رقم السند.
- اسم السفينة.
- ميناء الشحن.
- ميناء الوصول.
- اسم الشاحن.
- اسم المستورد.
- الأرقام والعلامات اللازمة للتحقق من البضاعة.
- عدد الطرود ووزنها.
- عدد النسخ الصادرة من السند.

المستندات تثبت شحن البضاعة لذلك من المهم أن يحمل سند الشحن عبارة مشحون.